# BBC Cymru Wales

Sendegebiet von BBC Wales im Vereinigten Königreich (rot)

BBC Wales (BBC Cymru Wales) ist die Hauptniederlassung von BBC in Cardiff für ganz Wales. Der Sender wurde 1964 gegründet und beschäftigt 1.200 Mitarbeiter. BBC Wales produziert eine Reihe verschiedener Fernseh- und Radioprogramme sowie Onlineangebote auf Englisch und Walisisch.

## Geschichte
Am 19. Februar 1923 begann die erste Ausstrahlung eines Hörfunkprogramms in Wales. Der Radiosender war damals unter den Namen 5WA bekannt. Der Sender wurde später ein Teil von BBC und wurde ins BBC Regional Programm aufgenommen welches 1939 in BBC Home Service überführt wurde. Während des Zweiten Weltkriegs befanden sich mehrere Stützpunkte in Wales. Das Programm wurde direkt aus London ausgestrahlt, einige regional produzierte Programme wurden hinzugefügt.
Die erste Fernsehübertragung fand am 15. August 1952 statt. Der Sender sendete damals das National BBC Television Service Program aus. 1957 wurde im benachbarten Bristol BBC West eröffnet und strahlte auch Programm für Wales aus.
Am 9. Februar 1964 wurde BBC Wales gegründet, welches regionale Programme für Wales ausstrahlte. Zwei Jahre später bezog BBC Wales sein neues Gebäude, dem Broadcasting House in Llandaff.

## Fernsehen und Radio
BBC Wales betreibt zwei Fernsehsender sowie zwei Radiosender, die in ganz Wales empfangbar sind.

### Fernsehen
- BBC One Wales ist am 2. November 1936 in Betrieb genommen worden. Der Sender strahlt ein Vollprogramm in englischer Sprache aus, zu welchem auch die nationalen und internationalen Nachrichten BBC Wales Today gehören. Der Sender ist über Freeview, Freesat, Sky und Virgin Media empfangbar.
- BBC Two Wales ist am 12. September 1965 in Betrieb genommen worden.

Zusätzlich zu den zwei Sendern wird noch der Sender S4C auf walisischer Sprache betrieben. Der Sender strahlt ein Vollprogramm aus.

### Radio
- BBC Radio Wales ist das englischsprachige Netzwerk, auf welchem verschiedene Programmformate gesendet werden. Das Liveprogramm wird täglich zwanzig Stunden lang gesendet. Für die restlichen Stunden wird nachts das Programm von BBC World Service ausgestrahlt.

- BBC Radio Cymru wird auf Walisisch betrieben. Der Sender strahlt ebenfalls verschiedene Programmformate aus.

### Online & Interaktiv
BBC Wales betreibt ihren eigenen Teilbereich der BBC-Webseite und veröffentlicht Nachrichten für andere BBC-Sender.

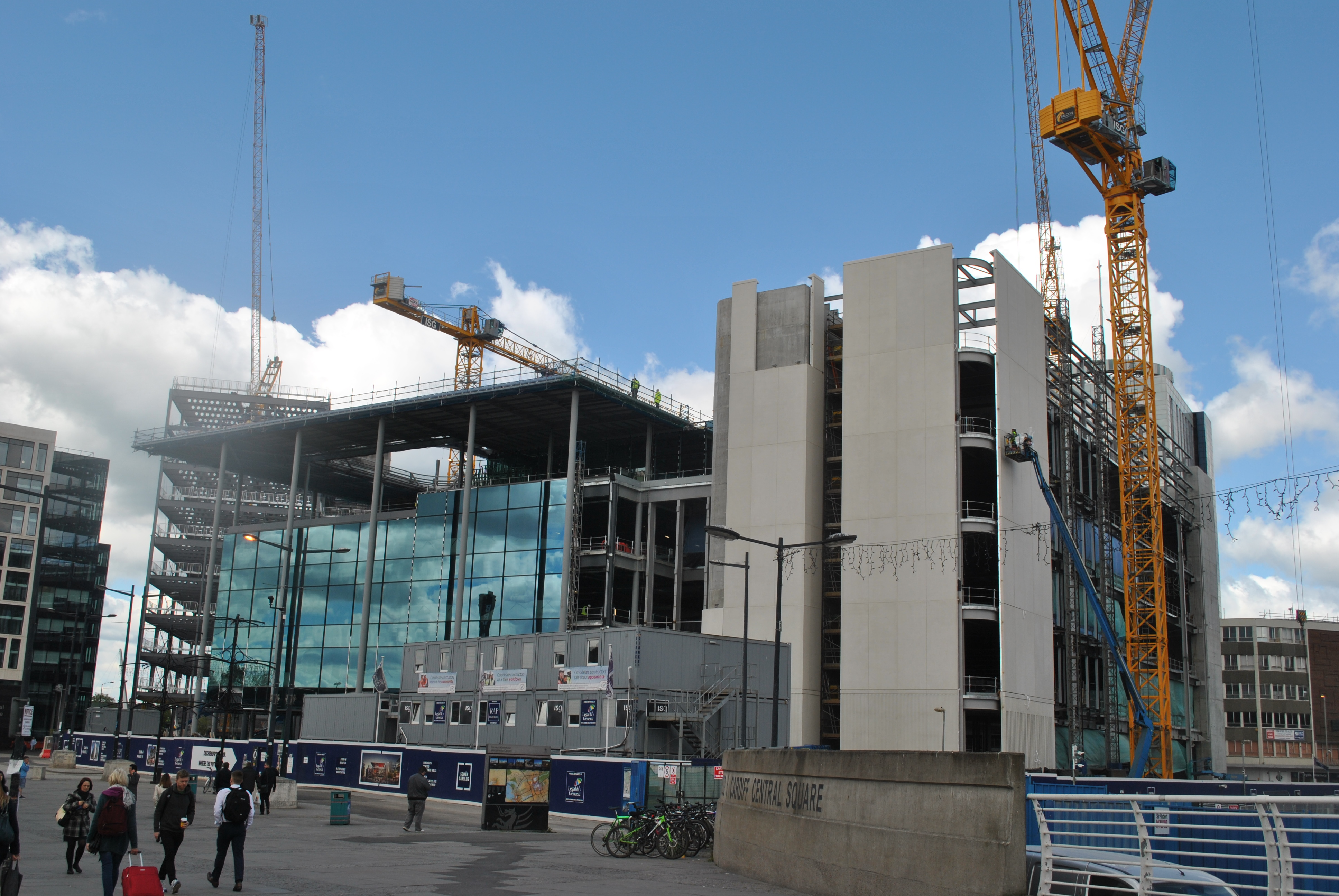
BBC Wales Central Square

## Sendezentrum

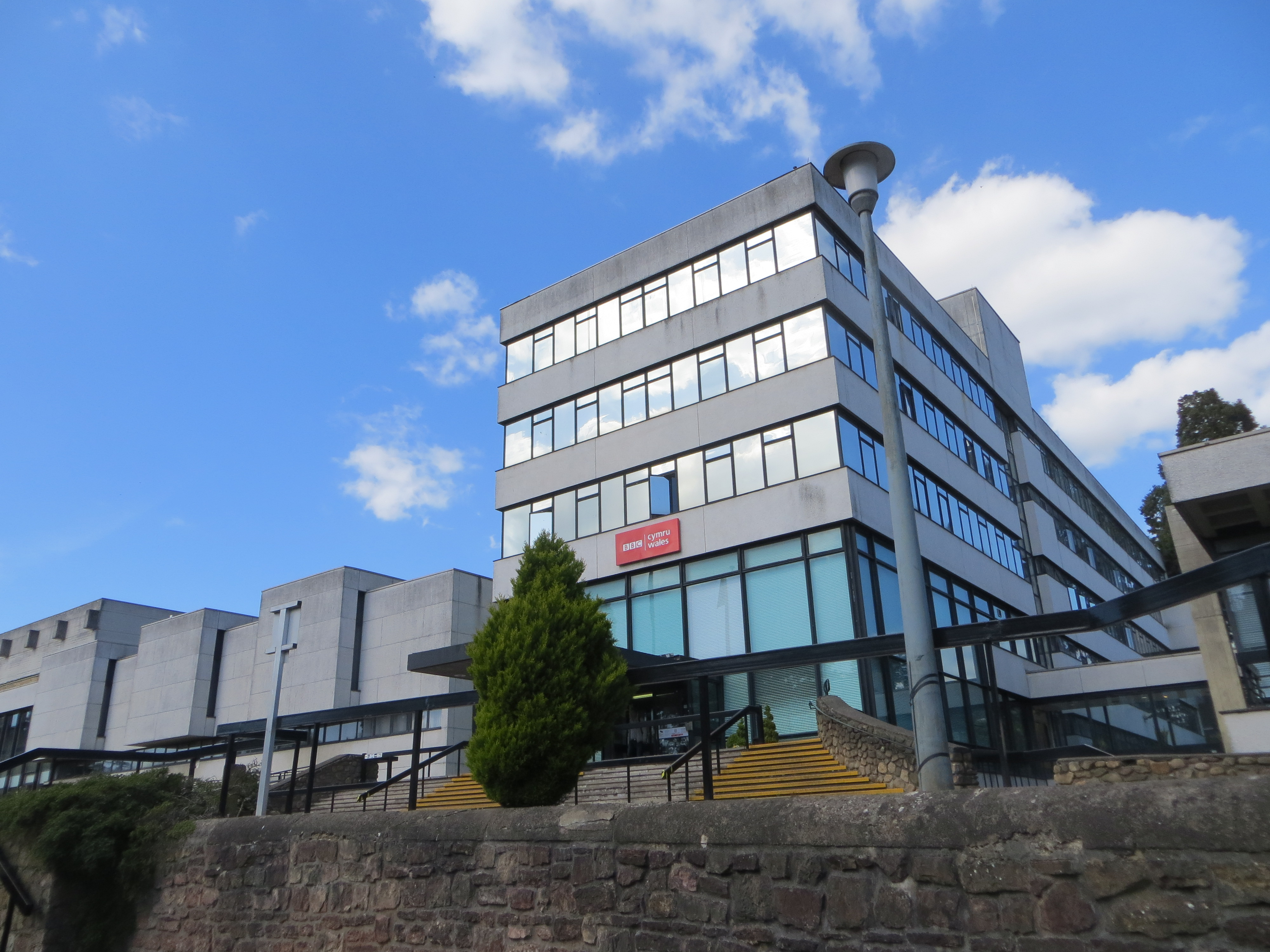
Broadcasting House

Das Broadcasting House wurde 1966 eröffnet und war seitdem auch der Hauptsitz von BBC Wales. Es verfügt über Studios, Büros und technische Sendeeinrichtungen. Das Gebäude befindet sich nördlich von Cardiff in Llandaff in der Nähe des River Taff. Es befindet sich in der Nähe der Danescourt railway station und wird auch von Cardiff Bus angefahren.
Im August 2013 wurde der Verkauf des BBC Broadcasting House bekannt gegeben. Das BBC Wales Sendezentrum wird 2018 ein neugebautes Gebäude südlich von Cardiff auf der Fläche des zentralen Busbahnhofes nahe dem Hauptbahnhof beziehen.

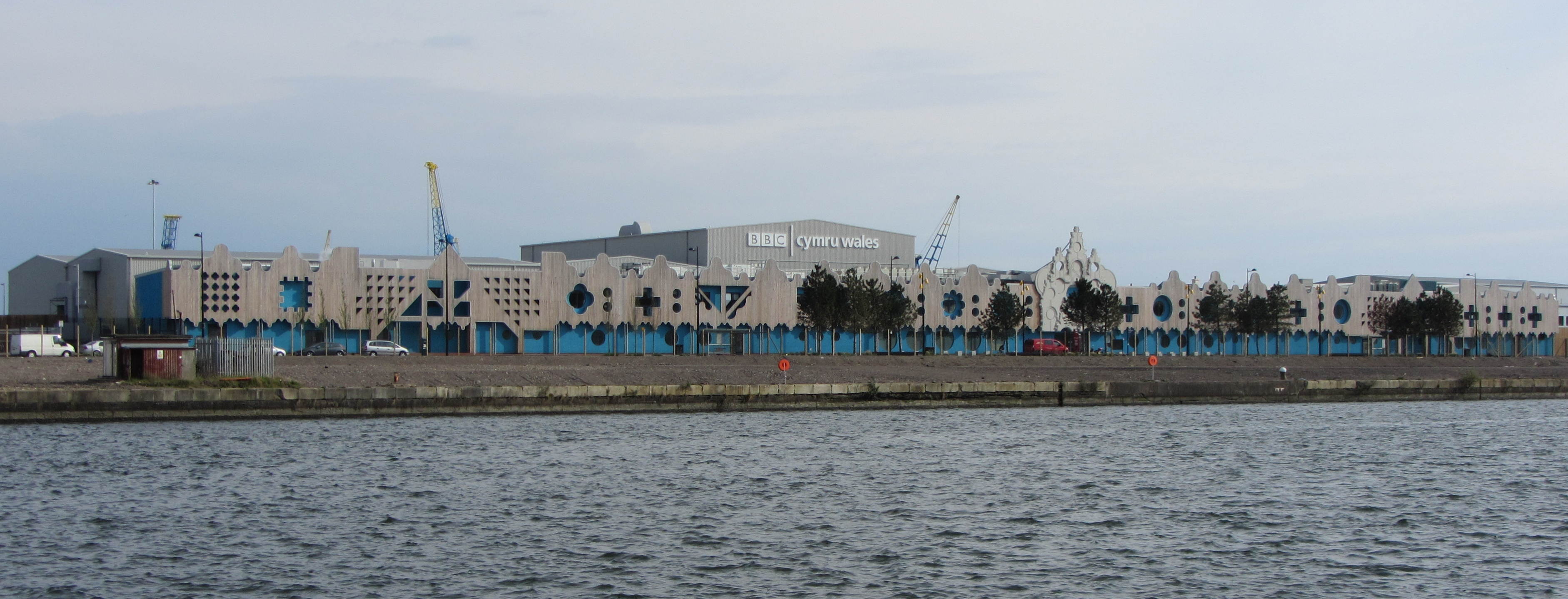
Roath Lock Studios

Das BBC National Orchestra of Wales und der BBC National Chorus of Wales zogen 2009 aus dem Studio 1 in das fertiggestellte Millennium Centre um. Ein Großteil des BBC Drama Studios wurde 2011 in die neuen Studios in Roath Lock am Cardiffer Hafen verlegt. Die neuen Film Produktionshallen wurden offiziell erst 2012 eröffnet.

## BBC National Orchestra of Wales
BBC Wales verfügt über ein Orchester, das BBC National Orchestra of Wales, welches Konzerte in Cardiff, Swansea und anderen Orten veranstaltet. Der größte Teil wird aufgezeichnet und von BBC Radio 3, BBC Radio Wales und BBC Radio Cymru ausgestrahlt.

## Produktionen
Auszug:
- Belonging (1999–2009)
- Casualty (2012-heute)
- Doctor Who (2005-heute)
- Ffeil (1995–heute)
- First Degree (2002)
- High Hopes (2002–2009)
- Hospital 24/7 (2009–heute)
- Newyddion (1982–heute)
- Pobol y Cwm (1974–heute)
- Satellite City (1996–1999)
- Sherlock (2010–2017)
- Scrum V (1995–heute)
- The Bench (2001–2002)
- Torchwood (2006–2009)
- Wales Today (1962–heute)
- Week In Week Out (1964–heute)
- Wizards vs Aliens (2012–2014)